# Иннико III д’Авалос
Иннико (Иньиго) III д'Авалос д'Аквино д'Арагона (итал. Innico III d'Avalos d'Aquino d'Aragona; 1578 — 20 ноября 1632, Васто), 7-й маркиз ди Пескара, 5-й маркиз дель Васто — неаполитанский патриций.
Сын Чезаре д'Авалоса, маркиза делла Падула, великого канцлера Неаполитанского королевства, и Лукреции дель Туфо, маркизы ди Ловелло.
6 декабря 1597 в Фоссомброне женился на своей двоюродной племяннице Изабелле д'Авалос д'Аквино д'Арагона (26.04.1585, Пезаро — 27.09.1648), старшей дочери Альфонсо Феличе д'Авалоса, маркиза ди Пескара и дель Васто, и Лавинии Фельтрии делла Ровере, наследнице семейных владений и титулов дома Д’Авалос. По этому браку также получил титулы князя Франкавиллы и графа ди Монтеодоризио.
25 апреля 1605 был пожалован Филиппом III в рыцари ордена Золотого руна; орденская цепь была передана маркизу в том же году в день апостола Андрея Первозванного герцогом Франческо Мария II делла Ровере в кафедральном соборе Урбино в присутствии его гербового короля.
Иннико III распорядился построить в Васто несколько сооружений, в том числе виллу Чипресси (Кипарисовая вилла) и Палаццо делла Пенна, построенный в 1598—1615 годах, и в котором часто жили он сам и его сыновья Ферранте и Диего.
Дети:
- Фердинандо Франческо д'Авалос (1601—23.05.1665), 8-й маркиз ди Пескара, 6-й маркиз дель Васто. Жена (25.02.1628): Джеронима Дориа (1613—4.02.1672), дочь Андреа II Дориа, князя Мельфи, и Джованны Колонна
- Диего д'Авалос (ум. 1697), 9-й маркиз ди Пескара, 7-й маркиз дель Васто, князь д'Изерния. Жена (12.02.1645): Франческа Джулия Мария Карафа ди Роччелла (8.10.1624—1692), дочь Джироламо II Карафы, князя ди Роччелла, и Дианы Виттори
- Франческа д'Авалос (ум. 6.11.1676). Муж (1618): Марино II Караччоло (1587—1630), 3-й князь ди Авеллино